# Крестовников, Алексей Николаевич
Алексе́й Никола́евич Кресто́вников (1885 ― 1955) ― российский и советский учёный, физиолог, доктор медицинских наук, профессор, заведующий кафедрой физиологии Ленинградского института физической культуры (1927—1955 гг.), член-корреспондент АМН СССР (1953). Мастер спорта альпинизма СССР (1934). Отличник здравоохранения СССР (1944). Отличник физической культуры (1947).

## Биография
Родился 20 февраля 1885 года. Сын бедного крестьянина. К 14-летнему возрасту, получив лишь двухклассное образование, начинает работать по найму.
В 1912 году завершил обучение на физико-математическом факультете Московского государственного университета. В 1923 году успешно окончил Первый Ленинградский медицинский институт.
С 1913 года начал свою трудовую деятельность в лаборатории И. П. Павлова. В 1919 году стал работать ассистентом кафедры физиологии Ленинградского института физической культуры, на тот момент кафедру возглавлял Л. А. Орбели. В 1927 году присвоено научное звание — профессор. Назначен заведующим кафедрой физиологии Ленинградского института физической культуры. Одновременно работал в должности заместителя директора Ленинградского научно-исследовательского института физической культуры (1931—1941 гг.).
Является автором более 200 научных работ. Анализировал и изучал влияния физических упражнений на функции физиологических систем организма, а также на раскрытие сложных условнорефлекторных связей в процессе спортивной тренировки. Он разработал методику экспериментального изучения двигательного, зрительного и вестибулярного анализаторов при занятиях спортом и физическими упражнениями. Является автором самых первых в России монографий и учебников по физиологии физических упражнений. В годы Великой Отечественной войны изучал вопросы теории и методики лечебной физкультуры, проводил работу по организации лечебной физкультуры в госпиталях.
Умер 3 марта 1955 года в Ленинграде. Похоронен на Волковском кладбище.

## Награды
Отмечен государственными наградами:
- два ордена Ленина
- орден Трудового Красного Знамени
- медали «За оборону Ленинграда», «За доблестный труд в Великой Отечественной войне 1941—1945 гг.»[4]

## Научная деятельность
Труды, монографии:
- Крестовников А. Н. О влиянии удаления части мозжечка на некоторые свойства поперечнополосатой мускулатуры // Рус. физиол, журн., т. И, в. 1—2, 1928, с. 43;
- Крестовников А. Н. Магнусовский проприоцептивный рефлекс на диафрагму у человека // Физиол, журн., т. 24, в. 4, 1938, с. 757;
- Крестовников А. Н. Физиология спорта. — М.— Л., 1939; Физиологические основы спортивной тренировки // Учен. зап. Ин-та физкульт., в. 2, Л., 1944, с. 23;
- Крестовников А. Н. Очерки по физиологии физических упражнений. — М., 1951;
- Крестовников А. Н. Учение о высшей нервной деятельности, как естественнонаучная основа теории физического воспитания // Журн. высш. нервн. деятельн., т. 3, в. 5, 1953, с. 665;
- Крестовников А. Н. К вопросу о физиологическом механизме так называемой «спортивной формы» // Теор. и практ. физ. культ., т. 17, в. 6, 1954, с. 413.